# Walter Hayn

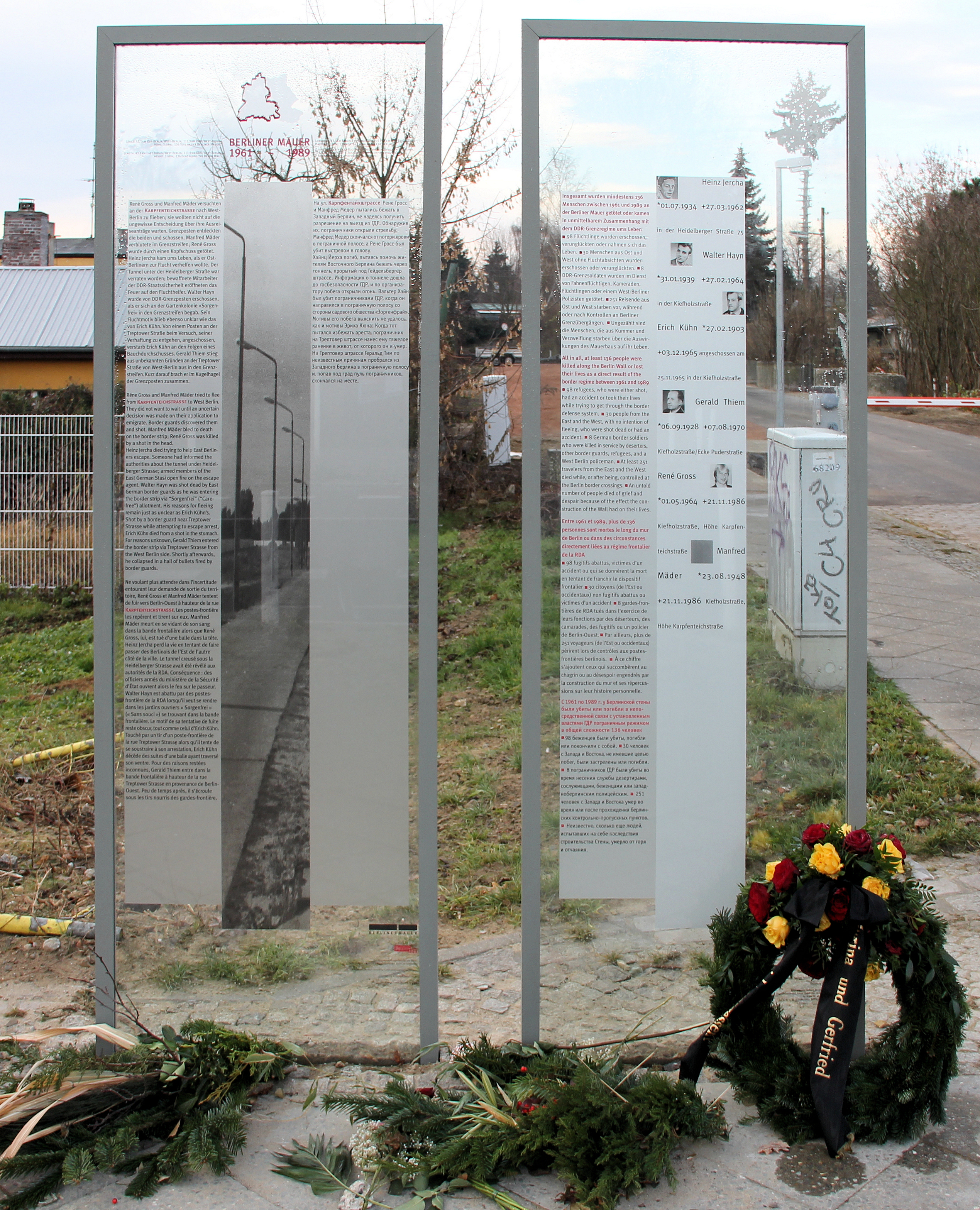

Walter Hayn (ur. 31 stycznia 1939 we Wrocławiu, zm. 27 lutego 1964 w Berlinie) – ofiara śmiertelna Muru Berlińskiego zastrzelona przez żołnierzy wojsk granicznych NRD podczas próby ucieczki do Berlina Zachodniego.

## Życiorys
Walter Hayn urodził się w 1939 r. we Wrocławiu jako czwarte spośród piątki dzieci. Walczący w drugiej wojnie światowej ojciec nie powrócił do domu zostając uznanym za zaginionego, po przejęciu miasta przez polską administrację rodzina została wysiedlona ze Śląska i przeniosła się do Ebersbach w pobliżu Drezna. Po ukończeniu szkoły Hayn kształcił się na pracownika gospodarki rolnej, po kilku epizodach pracy w branży budowlanej zgłosił się w 1958 r. do służby w Volkspolizei, zostając przydzielonym do służby na granicy sektorów w Berlinie Wschodnim. Służbę zakończył krótko przed budową muru – w czerwcu 1961 r., po czym zaczął ponownie pracować jako robotnik budowlany. W międzyczasie ożenił się, doczekując się także syna. Małżeństwo mieszkającej we wschodnioberlińskiej dzielnicy Lichtenberg pary zakończyło się w 1963 r. rozwodem.

## Okoliczności ucieczki
Wieczorem 27 lutego 1964 r. Hayn udał się do położonego w kolonii ogródków działkowych „Sorgenfrei” lokalu, gdzie napił się dla kurażu alkoholu. Wraz z dokumentami osobistymi miał przy sobie również adres zbiegłego już w 1950 r. do Niemiec Zachodnich starszego brata. Podążając ku leżącym nieopodal umocnieniom granicznym pokonał pierwsze z zabezpieczeń, po czym podjął próbę wniknięcia do dalszych odcinków tychże. Około godziny 22.20 odkryty został przez dwóch pełniących służbę wartowników, którzy po uprzednim wezwaniu uciekiniera do zatrzymania, otworzyli następnie ogień. W tym samym momencie strzały oddał także pełniący straż na wieżyczce wartowniczej trzeci żołnierz. Spośród 17 oddanych łącznie do uciekającego Hayna strzałów jeden okazał się śmiertelny.

## Następstwa
Wobec krewnych zabitego władze NRD zataiły faktyczny powód śmierci, donosząc oficjalnie o rzekomym utonięciu. Szczegóły i okoliczności tejże ujawnione zostały dopiero po zjednoczeniu Niemiec, kiedy to prokuratura państwowa w Berlinie wszczęła w 1995 r. dochodzenie przeciwko pochwalonym przez reżim NRD żołnierzom. Wszyscy trzej zgodnie zeznali, iż nie mieli zamiaru postrzelić uciekającego. Dwaj z nich skazani zostali w 1996 r. wyrokiem sądowym na kary od 18 do 21 miesięcy pozbawienia wolności w zawieszeniu pod zarzutem wspólnego działania oraz towarzyszącej temu świadomości uśmiercenia uciekiniera. Trzeci z oskarżonych w procesie żołnierzy został uniewinniony.